# Aperion
Aperion je bila slovenska simfonična metal glasbena skupina. Ustanovljena je bila 1. novembra 2002. Končna zasedba se je formirala leta 2004 -- sestavljalo jo je sedmerica izobraženih glasbenikov iz vse Slovenije, ki se je novodobnih glasbenih smeri lotila s klasičnimi inštrumentalnimi prijemi. Najlažje bi jih opredelili kot gothic rock, v katerega so vpeljani tudi klasični inštrumenti, ki so za spremembo enakovredni drugim rock inštrumentom. Skupina ne deluje več, čas njenega razpada pa ni natančno znan. 
Ionosfera je projekt, glasbeno-eksperimentalna predstava, ki temelji na prepletanju korakov sodobnega plesa plesalk Plesnega foruma Celje in glasbe skupine Aperion.

## Zgodovina
Skupina je nastala leta 2002, edini studijski izdelek pa predstavlja dolgometražni album Act of Hybris iz leta 2010. V svoji karieri so zbrali vsaj 99 nastopov. Datum njenega razpada ni natančno znan.

## Ime skupine in slog
Ime Aperion so člani skupine izpeljali iz filozofskega pojma apeiron, ki označuje temeljno in neuničljivo substanco, iz katere naj bi se razvila materija.
Člani skupine so glasbeno izobraženi, vokalistka Zala Hodnik je študirana operna pevka. Njihovo osnovno glasbeno zvrst sestavlja rock na meji z metalom, v katerega so mešali prvine gothic, simfoničnega in folk metala.

## Zasedba
- Zala Hodnik - vokal
- Črt Birsa  - kitara, spremljevalni vokal
- Dani Telebar  - bas kitara
- Samo Dervišič  - violončelo
- Tinka Muha  - flavta
- Martin Bezjak  - viola
- Nejc Kolar  - bobni
- Žiga Birsa - didžeridu, gost

## Diskografija
Albumi
- Act of Hybris 2010